# Banyuls-dels-Aspres
Banyuls-dels-Aspres – miejscowość i gmina we Francji, w regionie Oksytania, w departamencie Pireneje Wschodnie.
Według danych na rok 1990 gminę zamieszkiwało 850 osób, a gęstość zaludnienia wynosiła 81 osób/km² (wśród 1545 gmin Langwedocji-Roussillon Banyuls-dels-Aspres plasuje się na 385. miejscu pod względem liczby ludności, natomiast pod względem powierzchni na miejscu 727.).

## Populacja

Populacja Banyuls-dels-Aspres w latach 1962–2008